# طفولة متأخرة
طفولة متأخرة هي مرحلة تمتد من سن التاسعة إلى سن الرابعة عشرة، حيث تبدأ علامات البلوغ في الظهور في آخر هذة المرحلة. وفي هذة المرحلة تقل سرعة النمو بصفة عامة؛ حيث يزداد نمو العضلات وتصير العظام أقوى وأيضا تتساقط الأسنان اللبنية ليحل محلها الأسنان الدائمة. 
ويتسع النمو الحركي فيزيد نشاط الطفل ويبدأ بممارسة العديد من الألعاب الرياضية وهذا ما يمكنة من الاستقلال جزئيا عن أسرته إذ يكون قادرا على القيام بنفسه بكثير من حاجاتة ومتطلباته ومواجهة الاحداث والمواقف العديدة التي يمكن أن يواجهها خلال هده المرحلة .